# Democratură
Democratura este un oximoron creat, un termen-slogan din discursul politic, un cuvânt valiză compus din democrație și dictatură. Sloganul exprimă critic faptul că democrația presupusă nu este de fapt o adevărată democrație, ci o "democrație ghidată". 

## Originea și demarcarea cuvântului
Formarea unui cuvânt precum democratură, se numește amalgamare în lingvistică, adică formarea unor cuvinte noi din părți ale unor cuvinte, iar aceste părți nu trebuie să fie morfeme.  
Demarcarea este descrisă ca o "formă de guvernare care s-a dezvoltat de la o democrație la o cvasi-dictatură" și se caracterizează printr-un deficit democratic. În acest sens, acest termen corespunde cu sintagma "simulacru de democrație". 

## Utilizare
Rudolf Augstein a declarat într-un interviu acordat revistei Stern în 1993: "La urma urmei, am jucat un rol major în a pune capăt așa-zisei democrații a celor doi domni, Adenauer și Strauß. "Începând cu noiembrie 1955, Der Spiegel afirma că nu mai era o democrație, ci o" democratură, "un regim al vorbelor goale".  "Acest este un termen nou, creat pe sol german, pentru a desemna acțiunea guvernului Adenauer, contaminarea democrație - dictatură. Demokratur ar fi fost creat în timpul carnavalului di Mainz din 1951", a susținut în 1971 filologul münchenez Werner Betz.  Cu toate acestea utilizarea termenului de către artiștii de cabaret precum Dieter Hildebrandt a dus la răspândirea de azi a termenului..